# دانيال نيلسون
دانيال نيلسون (بالسويدية: Daniel Nilsson)‏ (21 سبتمبر 1982 بأستراليا - ) هو لاعب كرة قدم سويدي في مركز الوسط. شارك مع منتخب السويد تحت 19 سنة لكرة القدم. أما مع النوادي، فقد لعب مع نادي هلسينغبورغ وMjällby AIF ‏.

## روابط خارجية
- دانيال نيلسون على موقع اتحاد السويد (السويدية)
- دانيال نيلسون على موقع قاعدة بيانات كرة القدم.إي يو (الإنجليزية)